# Đại lễ đường Nhân dân (Trùng Khánh)

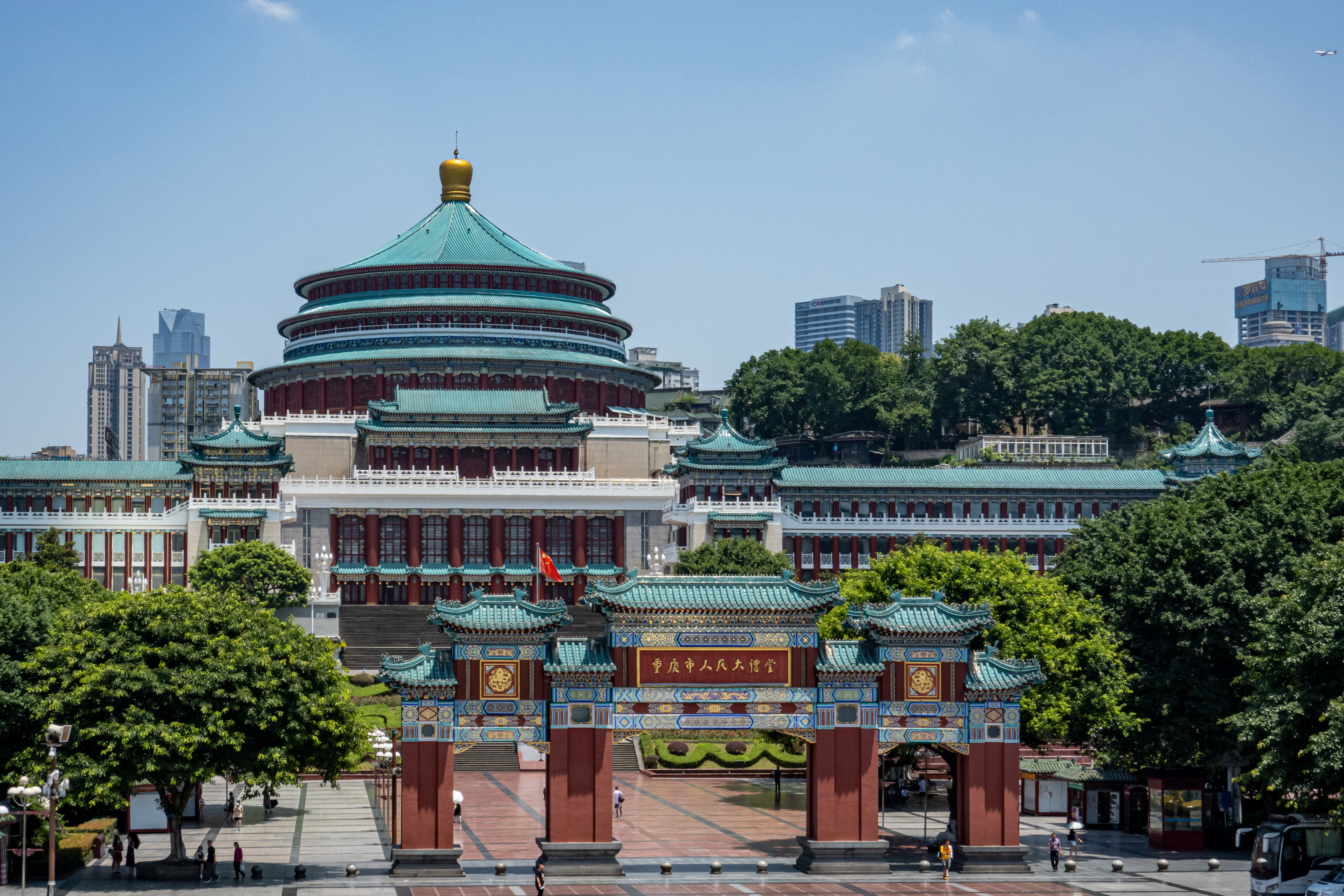
Đại lễ đường Nhân dân ở Trùng Khánh, nhìn từ Quảng trường Nhân dân gần Bảo tàng Tam Hiệp.

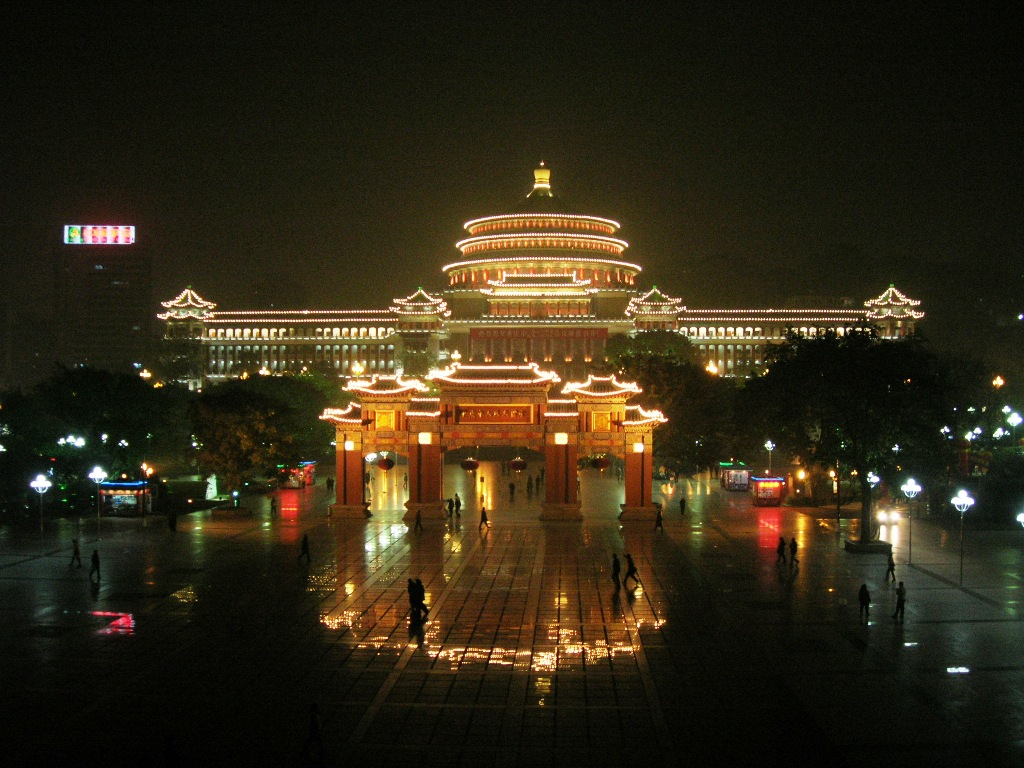
Đại lễ đường Nhân dân ở Trùng Khánh về đêm.

Đại lễ đường Nhân dân Trùng Khánh (tiếng Trung: 重庆市人民大礼堂) nằm ở thành phố Trùng Khánh, Trung Quốc, là một hội trường lớn dành cho các hội nghị chính trị và sự kiện văn hóa. Hội trường nằm ở quận Du Trung và là một trong những biểu tượng kiến trúc của Trùng Khánh. Vẻ ngoài giống với Đền Thiên Đàn ở Bắc Kinh.